# Zofia Sztaudynger
Zofia z Jankowskich Sztaudyngerowa (ur. 16 października 1905 w Grodziszczku, zm. 27 grudnia 1989 w Zakopanem) – żona poety i fraszkopisarza Jana Sztaudyngera. Redaktorka, pracownik wydawnictw, opiekunka spuścizny po mężu.

## Życiorys
Pochodziła z wielodzietnej rodziny. Od 16 roku życia pracowała zawodowo, biegle władała językami: niemieckim i angielskim. Pracę zawodową rozpoczętą w 1921 w Poznaniu w Wydawnictwie św. Wojciecha i redakcji pisma „Tęcza”, zakończyła w chwili wybuchu II wojny światowej. Przyszłego męża poznała w Wydawnictwie św. Wojciecha, w którym w 1925 roku debiutował tomikiem wierszy Dom mój. W 1930 została żoną poety. Urodziła dwoje dzieci: córkę Annę Marię w 1933 i syna Jana Jacka w 1946.
W listopadzie 1939 Sztaudyngerowie zostali przez Niemców wysiedleni z Poznania. Okupację wraz z mężem spędziła w Malicach Kościelnych koło Opatowa, gdzie prowadziła naukę języków obcych w systemie tajnego nauczania. Po wojnie rodzina zamieszkała w Łodzi: Zofia pracowała w redakcji „Zielonego Sztandaru”, a mąż w Wojewódzkim Wydziale Kultury. Od 1950 do 1952 wspólnie redagowali pismo „Teatr Lalek”.
Pierwsze lata powojenne (1947–1950) rodzina Sztaudyngerów częściowo spędziła w Szklarskiej Porębie, a po śmierci rodziców męża (od 1955) w ich domu w Zakopanem. Razem z mężem działała w zakopiańskim Klubie Literackim. W latach 1966–1970 udzielała się w komisji rewizyjnej klubu.
Po śmierci męża w 1970 poświęciła ostatnie lata życia odczytywaniu rękopisów, porządkowaniu maszynopisów i przygotowaniu do druku wspomnień, wierszy, fraszek i dramatów oraz systematyzowaniu materiałów archiwalnych. Doświadczenie redakcyjne i edytorskie zdobyte w czasie wieloletniej pracy zawodowej i praktyki w odczytywaniu często mało czytelnych rękopisów męża umożliwiło przygotowanie wielu nowych jego książek. Po jej śmierci w 1989 sprawami wydawniczymi zajmują się córka Anna i wnuczka Dorota. W rezultacie starań i pracy trzech pokoleń po śmierci Jana Sztaudyngera ukazało się więcej jego książek niż za życia. Pochowana razem z mężem na cmentarzu Salwatorskim w Krakowie (sektor SC10-1-35).

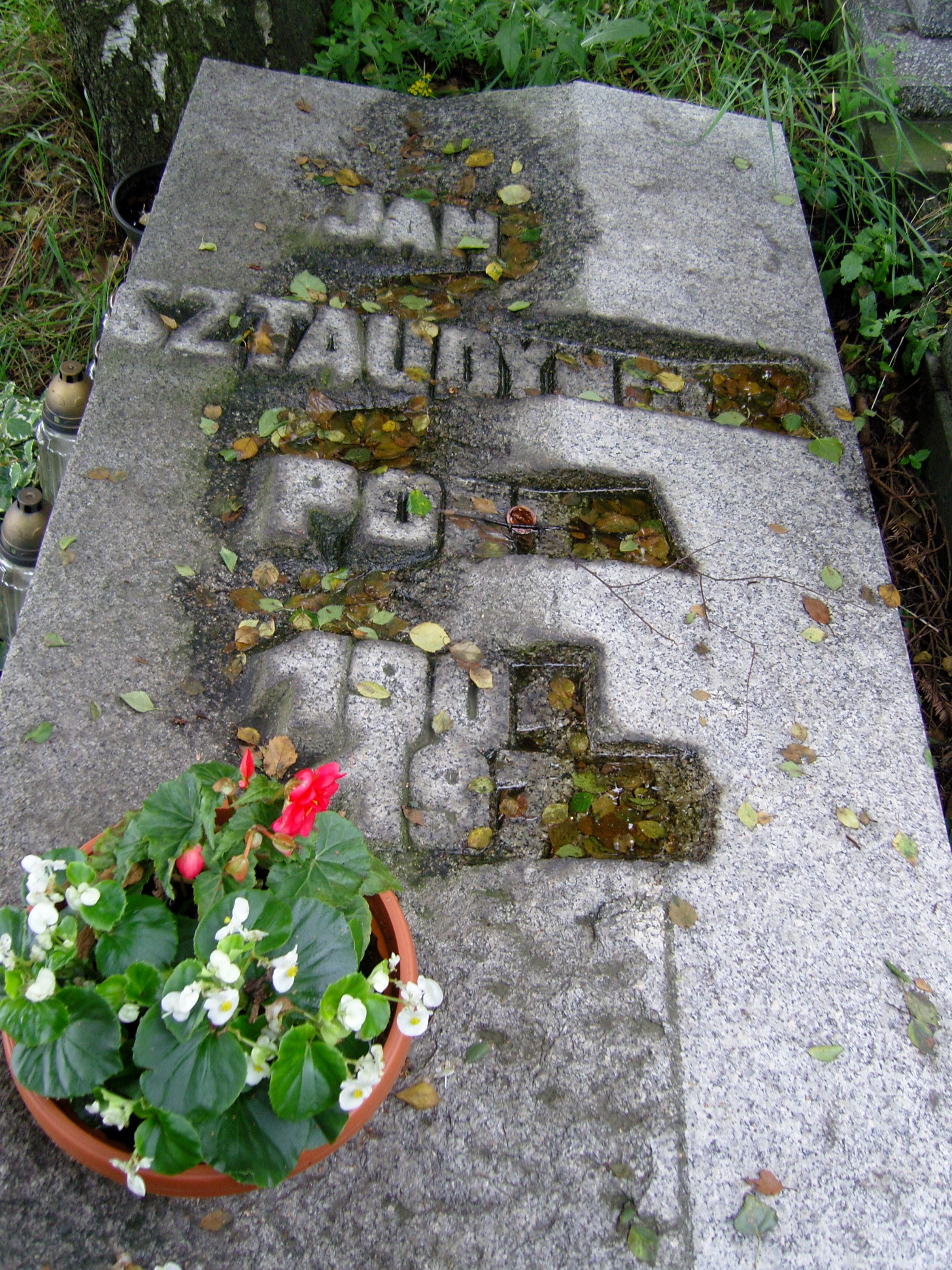
Grób Jana i Zofii Sztaudyngerów na Cmentarzu Salwatorskim w Krakowie

## Książki Jana Sztaudyngera
Wydane po śmierci autora, przygotowane do druku przez Zofię Sztaudynger, Annę Sztaudynger-Kaliszewicz i Dorotę Sztaudynger-Zaczek:
- Chwalipięta, czyli rozmowy z Tatą. Wspomnienia, współautorka Anna Sztaudynger-Kaliszewicz, Wydawnictwo Łódzkie, Łódź 1973.
- Szczęście z datą wczorajszą. Wspomnienia, wstęp Wojciecha Natansona, posłowie Anna Sztaudynger-Kaliszewicz, Wydawnictwo Literackie, Kraków 1974.
- Piórka znalezione. Fraszki, posłowie Anna Sztaudynger-Kaliszewicz, ilustracje Janusz Bruchnalski, Wydawnictwo Literackie, Kraków 1975.
- Piórka. Wybór fraszek, wybór Anna Sztaudynger-Kaliszewicz, Wydawnictwo Literackie, Kraków 1980.
- Raptularz zakochanych. Fraszki, ilustracje Katarzyna Gintowt, Iskry, Warszawa 1986.
- Nie tylko „Piórka”. Fraszki, wiersze, bajki, wstęp Jerzy Poradecki, wybór i nota edytorska Anna Sztaudynger-Kaliszewicz, ilustr. Sławomir Zientarski, Wydawnictwo Łódzkie, wyd. I 1986 r.
- Półsłówka. Fraszki frywolne, wstęp i wybór Anna Sztaudynger-Kaliszewicz, ilustracje Janusz Benedyktowicz, Krajowa Agencja Wydawnicza, Białystok 1986.
- Fraszki z rękawa… dedykacje i improwizacje Jana Sztaudyngera, opracowała Anna Sztaudynger-Kaliszewicz, Krajowa Agencja Wydawnicza, Łódź 1987.
- Krople liryczne. Wybór wierszy i fraszek, ilustracje Andrzej Mleczko, wybór Anna i Dorota Sztaudynger-Kaliszewicz, wstęp Anna Sztaudynger-Kaliszewicz, Krajowa Agencja Wydawnicza, Kraków 1991.
- Wybrane „Piórka”, wybór Anna i Dorota Sztaudynger-Kaliszewicz, Graf, Gdańsk 1990.
- Supełki, wybór Anna i Dorota Sztaudynger-Kaliszewicz, wstęp Wojciech Natanson, Kleks, Bielsko-Biała 1991.
- Szumowiny, wybór Anna i Dorota Sztaudynger-Kaliszewicz, Kleks, Bielsko-Biała 1991.
- Bajki, wybór Anna i Dorota Sztaudynger-Kaliszewicz, Kleks, Bielsko-Biała 1991.
- Wojna grzybów, posłowie Anna Sztaudynger-Kaliszewicz, Krajowa Agencja Wydawnicza, Łódź 1991.
- Raptularz zakochanych (nowy wybór), ilustracje Julian Bohdanowicz, posłowie Anna Sztaudynger-Kaliszewicz, Ludowa Spółdzielnia Wydawnicza, Warszawa 1993.
- Fraszki z kufra, wybór i wstęp Anna Sztaudynger-Kaliszewicz, Kleks, Bielsko-Biała 1998.
- Puch ostu. Fraszki o życiu i miłości, wybór Anna Sztaudynger Kaliszewicz i Dorota Sztaudynger-Zaczek, Wydawnictwo Literackie, Kraków 2004.
- Piórka prawie wszystkie, wybór Anna Sztaudynger-Kaliszewicz i Dorota Sztaudynger-Zaczek, Wydawnictwo Literackie, Kraków 2007.

W swojej twórczości i wspomnieniach Sztaudynger zawarł wierny portret żony. W Chwalipięcie, czyli rozmowach z Tatą w rozdziale O szczęściu pisał: me życie układało się szczęśliwie. Po pierwsze: taka żona.